# Comuna Žalec
Žalec (Občina Žalec) este o comună din Slovenia, cu o populație de 20.335 de locuitori (2002).

## Localități
Arja vas, Brnica, Dobriša vas, Drešinja vas, Galicija, Gotovlje, Griže, Hramše, Kale, Kasaze, Levec, Liboje, Ložnica pri Žalcu, Mala Pirešica, Migojnice, Novo Celje, Pernovo, Petrovče, Podkraj, Podlog v Savinjski Dolini, Podvin, Pongrac, Ponikva pri Žalcu, Ruše, Spodnje Grušovlje, Spodnje Roje, Studence, Šempeter v Savinjski dolini, Velika Pirešica, Vrbje, Zabukovica, Zalog pri Šempetru, Zaloška Gorica, Zavrh pri Galiciji, Zgornje Grušovlje, Zgornje Roje, Žalec, Železno